# Nadma

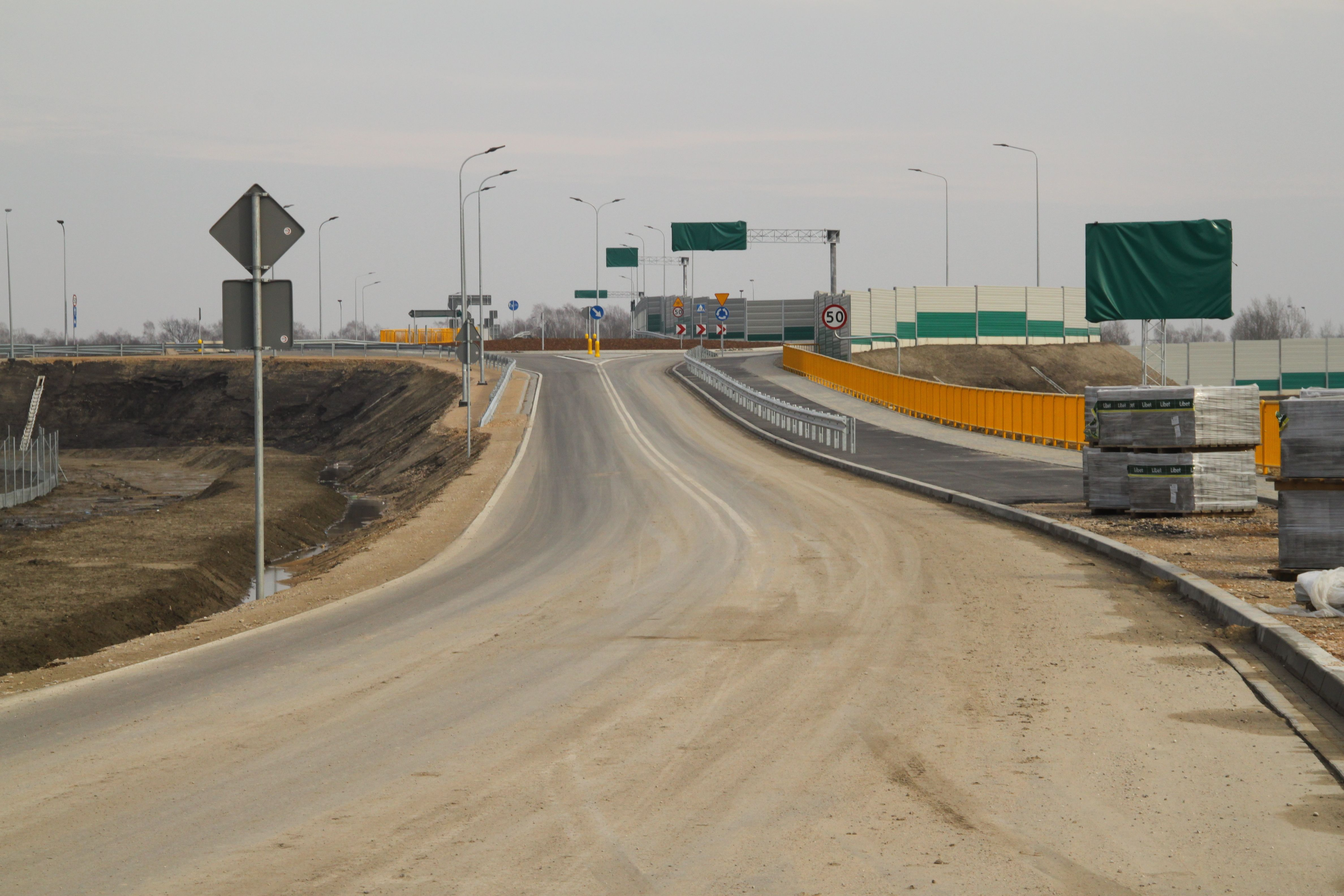
Węzeł "Wołomin" w 2018

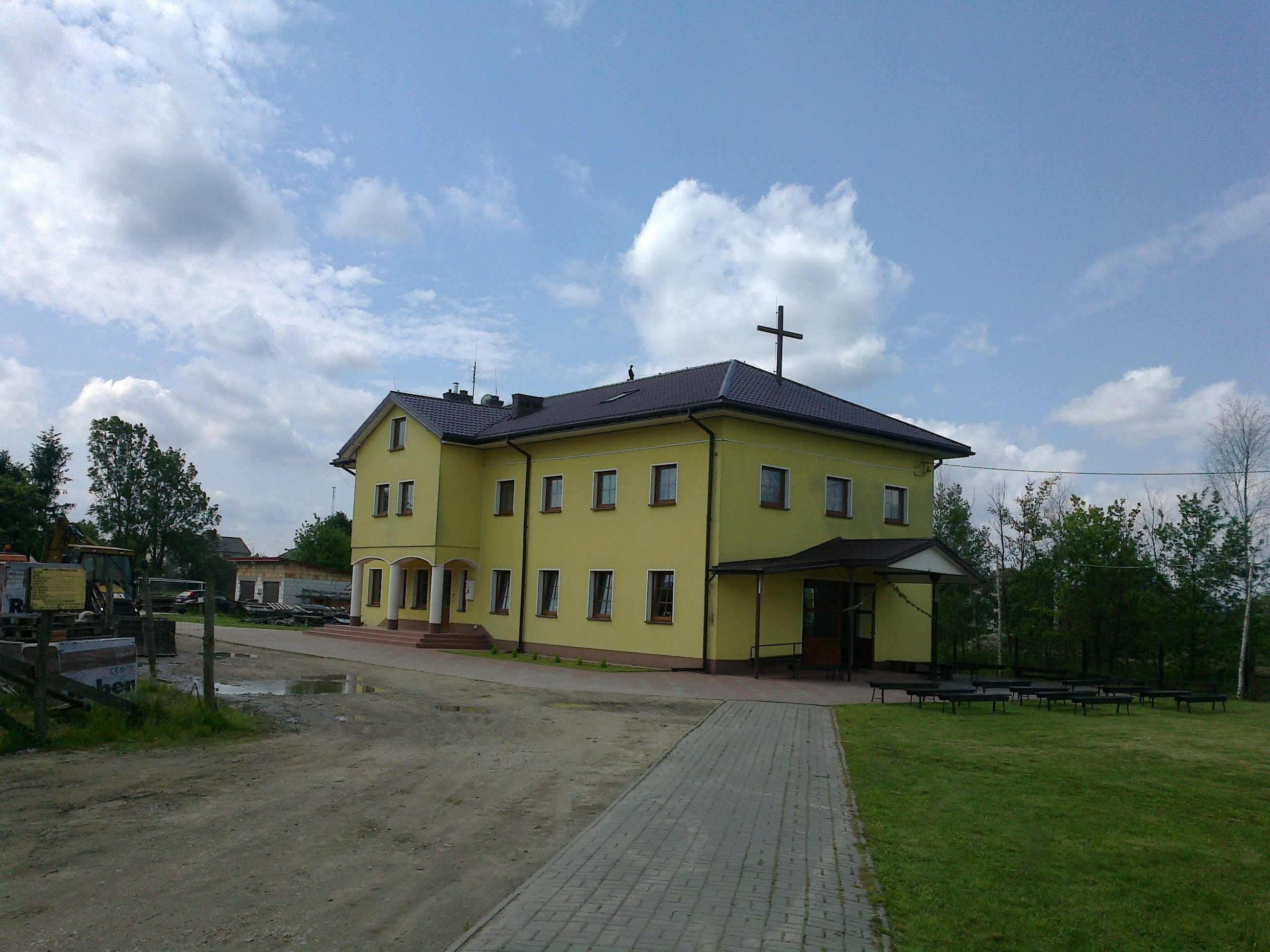
Kościół św. Jana chrzciciela

Nadma – wieś w Polsce położona w województwie mazowieckim, w powiecie wołomińskim, w gminie Radzymin. Leży nad rzeką Czarną.
Wieś jest siedzibą sołectwa Nadma Stara i Nadma Pólko.
Od zachodniej strony graniczy z Markami, a od wschodu z Kobyłką. Główną drogą prowadzącą przez wieś jest ulica Stara. Przez wieś przechodzi szlak rowerowy.
Nadma właściwa dzieli się na dwie z sobą zrośnięte części Starą Nadmę wzdłuż ulicy Starej i Nową Nadmę wzdłuż ulicy Nowej.
W Nadmie znajdują się dwa węzły drogowe na odcinku drogi ekpresowej S8 Marki - Radzymin:
- węzeł "Kobyłka" w ulicy Szkolnej, przy granicy z Kobyłką
- węzeł "Wołomin" po wschodniej stronie wsi, w Kozłówku na granicy z Nowym Jankowem.

Nadma posiada stałe połączenie autobusowe z Warszawą linią prywatnego przewoźnika. Do 2 maja 2016 kursowała linia ZTM 740. Po jej likwidacji w zamian za nią uruchomiono linię L40 kursującą z Pustelnika w Markach do Wołomina. Od 19 marca 2018 przed Nadmę przebiega trasa linii L45 z Dąbkowizny do CH Marki. Znajduje się tu Szkoła Podstawowa im. Prymasa Tysiąclecia.

## Części wsi
| SIMC    | Nazwa      | Rodzaj    |
| ------- | ---------- | --------- |
| 0007686 | Górki      | część wsi |
| 0007692 | Jaworówka  | część wsi |
| 0007700 | Kozia Góra | część wsi |
| 0007717 | Pólko      | część wsi |

## Historia
W 1827 roku wieś liczyła 41 domów, 328 mieszkańców; w 1855 roku 540 mieszkańców, 1025 morgów ziemi włościańskiej oraz 20 morgów dworskiej. W latach 1975-1998 miejscowość administracyjnie należała do województwa warszawskiego. W sierpniu 2003 roku w Nadmie zaczęto organizować parafię rzymskokatolicką pw. św. Jana Chrzciciela w dekanacie kobyłkowskim. Parafia została erygowana przez biskupa Kazimierza Romaniuka, ordynariusza warszawsko-praskiego w 2004 roku, a jej pierwszym proboszczem został ks. Grzegorz Mioduchowski.